# 정읍 전봉준 유적
정읍 전봉준 유적(井邑 全琫準 遺蹟)은 대한민국 전북특별자치도 정읍시 이평면 장내리에 있는 , 녹두장군 전봉준이 동학 농민 운동에 앞장서던 때 살았던 집을 복원한 유적이다. 1981년 11월 28일 대한민국의 사적 제293호 전봉준선생고택으로 지정되었다가, 2011년 7월 28일 정읍 전봉준 유적으로 문화재 명칭이 변경되었다.

## 개요
동학농민운동의 지도자인 전봉준(1855-1895)이 살던 집이다.
몰락한 양반 가문에서 태어난 전봉준은 조선 고종 27년(1890)에 동학에 몸을 담아, 동학 제2대 교주인 최시형으로부터 고부지방의 동학접주로 임명되었다. 그는 관리들의 횡포에 맞서 농민과 동학교도들을 조직해 동학 운동을 주도하였다.
이 옛집은 조선 고종 15년(1878)에 세워졌다. 앞면 4칸·옆면 1칸의 초가집으로 안채가 구성된 남향집이다. 동쪽부터 부엌·큰방·웃방·끝방 순서의 일(一)자 형태로 구성되어 있는데, 이는 우리나라 남부지역 민가 구조와는 다른 방향으로 되어 있는 특징을 보여준다.

## 같이 보기
- 전봉준

## 참고자료
- 정읍 전봉준 유적 - 국가유산청 국가유산포털